# 沏宝

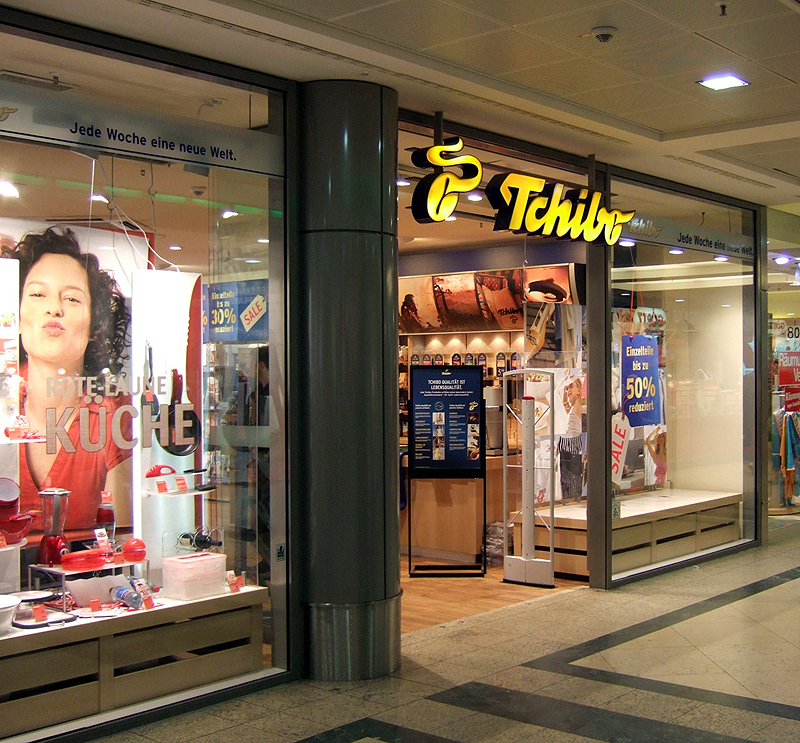
达姆施塔特的奇堡商店

奇堡（德语：Tchibo）是一家德国连锁咖啡销售商，马克斯·赫茨和卡尔·舒林-希尔阳于1949年在汉堡共同创立了这个品牌。而“奇堡”这个名字Tchibo就是由Tchilling（舒林）和德文bohne（咖啡豆）两个字结合而成。
奇堡特别之处不但在于它优良的咖啡，更在于它在咖啡店提供大量非咖啡类的商品以供选购。其著名的“每周一次新体验”提供每周都不同的货品让人耳目一新。

## 链接
- 官方网站（德文）